# Little Pattie
Little Pattie, pseudonimo di Patricia Thelma Amphlett (Nuovo Galles del Sud, 17 marzo 1949), è una cantante australiana.

## Biografia
Little Pattie ha iniziato a prendere lezioni di canto all'età di 11 anni. Dopo varie apparizioni televisive ha firmato con la EMI dopo essere stata notata da Jay Justin. Negli anni 60 ha pubblicato il suo primo album  The Many Moods of Little Pattie e ha ottenuto numerose hit nella Kent Music Report. Nello stesso periodo si è esibita in tour con Col Joye, Judy Stone, Cathy Wayneand e Sandie Shaw ed è apparsa frequentemente in programmi come Bandstand, Saturday Date, An Evening With e Sing, Sing, Sing. Successivamente ha firmato per Festival Records ed è diventata insegnante di canto.
Nel 2009 è stata introdotta nella ARIA Hall of Fame e nel 2018 ha ricevuto un premio alla carriera in occasione degli Australian Women in Music Awards.

## Discografia

### Album in studio
- 1964 – The Many Moods of Little Pattie
- 1965 – Pattie
- 1965 – Little Things like This
- 1972 – I Will Bring You Flowers
- 1974 – Sunshine of My Life
- 1977 – Only if You Want to
- 1978 – A Little Bit of Country

### Raccolte
- 1968 – The Best of Little Pattie
- 1980 – 20 Stompie Wompie Hits!

### EP
- 1964 – Little Pattie
- 1965 – Pushin' a Good Thing Too Far
- 1965 – Dance Puppet Dance
- 1967 – I'll Eat My Hat

### Singoli
- 1963 – He's My Blonde-Headed, Stompie Wompie, Real Gone Surfer Boy / Stomping at Maroubra
- 1964 – We're Gonna Have a Party Tonight
- 1964 – He's My Boy
- 1964 – Surfin' Time Again
- 1965 – Pushin' a Good Thing Too Far
- 1965 – Dance Puppet Dance
- 1965 – My Love
- 1965 – Game of Love
- 1966 – Never Gonna Love Again
- 1966 – Don't Walk Away
- 1966 – Let Me Dream
- 1966 – With Love from Jenny
- 1967 – I'll Eat My Hat
- 1967 – If He Would Care
- 1967 – I Knew Right Away
- 1967 – Let Me Down Lightly
- 1968 – Sunshine Boy
- 1968 – Love Is a Happy Thing
- 1969 – Gravitation
- 1969 – Someone Out There
- 1969 – The Penthouse
- 1971 – April Fool
- 1972 – Save Me
- 1972 – Carolina
- 1973 – What's Your Mama's Name
- 1974 – Kentucky Blues
- 1976 – Only If You Want to
- 1977 – You'll Never Know
- 1977 – What Am I Gonna Do?
- 1980 – Ain't Nothing Gonna Keep Me from You